# Дария Василянска
Дария Козмова Василянска е българска художничка.

## Биография
Родена е на 28 ноември 1928 г. във Варна.
През 1955 г. завършва живопис при проф. Илия Петров в Националната художествена академия в София. Работи като свободен художник кавалетна живопис, сценография, монументално–декоративна стенопис и декоративно приложни проекти. Член на СБХ.
Нейни творби са притежание на 23 държавни художествени галерии в България, различни институции и частни лица в страната и чужбина.
Живее и работи във Варна. Умира на 4 декември 2017 г.
Съпруга на режисьора Станчо Станчев.

## Творчество

### Самостоятелни изложби
- 1974 – Галерия „BWA Сопот“ – Гданск, Полша
- 1975 – Изложбена зала на „Княз Борис I“ 65, Варна
- 1075 – Дом – музей „Ламартин“ – Пловдив
- 1976 – Галерия „Шипка“ 6 на СБХ – София
- 1977 – Празници на изобразителното изкуство – Орешак
- 1998 – „Жените, жените...“ – Галерия „Арт 36“, София
- 1998 – Юбилейна изложба – Градска художествена галерия „Борис Георгиев“ – Варна
- 1999 – „Разни рисунки“ – галерия „ТЕД“ – Варна
- 1999 – „Котките на Дария“ – Музей „Георги Велчев“ – Варна
- 2000 – „Малки пейзажи с море“ – „Галерия 8“ – Варна
- 2001 – „Мадони“ – „Галерия 8“ Варна
- 2001 – „Гримаси и усмивки“ – Музей „Георги Велчев“ – Варна
- 2002 – „Мадони“ – галерия „Арт 36“ – София
- 2002 – „Привет, културтрегери!“ – „Галерия 8“ – Варна
- 2003 – „Изложба за три гроша“ – „Галерия 8“ – Варна
- 2004 – „Крайбрежие“ – галерия „Дяков“ – Пловдив
- 2004 – „Старомодна изложба“ – галерия „Артин“ – Варна[3]
- 2006 – „С поглед към по-красивите неща“ – галерия „Артин“ – Варна
- 2008 – „С тези тук ми е добре“ – Юбилейна изложба, Градска художествена галерия „Борис Георгиев“ – Варна
- 2008 – Самостоятелна изложба в Музей „Златю Бояджиев" – Старинен Пловдив,
- 2014 – „Усмивки и гримаси Архив на оригинала от 2019-03-30 в Wayback Machine.“ – Градска художествена галерия „Борис Георгиев“ – Варна[4]
- 2016 – „Картини от хартия“ – Градска художествена галерия – Варна
- 2016 – „Котките на Дария – втора употреба“ – Дом на архитекта, Варна
- 2017 – In memoriam – Градска художествена галерия „Борис Георгиев“ – Варна
- 2018 – Юбилейна изложба по случай 90 години от рождението ѝ в Градска художествена галерия – Варна

### Приложно – монументални творби
1974 – проект за декоративни метални решетки и керамични пана за входа, терасата и прозорците на ресторант „Джанавара“, Варна
1974 – Стенопис „Хармония“ във фоайето на училище „Черноризец Храбър“, Варна
1977 – Стенопис „Корабостроене“ – 250/500 см – във фоайето на експерименталната база на Института за корабна хидродинамика, Варна

## Награди
- 1959 – за сценография на Министерството на културата
- 1967 – на СБХ
- 1974 – на ОХИ „Приятели на морето“ – Бургас
- 1986 – на VII Национален конкурс за морска тематика – ОХИ „Човекът и морето“ – Варна
- 1998 – Първа награда за живопис в изложбата – конкурс „Човекът и морето“ – Варна
- 1967, 1973, 1976, 1998 – Награда „Варна“
- 2013 – Златен почетен знак с лента „За заслуги към Варна“
- 2015 – награда на СБХ